# Campeonato Mato-Grossense 1996
In 1996 werd het 54ste Campeonato Mato-Grossense gespeeld voor voetbalclubs uit de Braziliaanse staat Mato Grosso. De competitie werd georganiseerd door de FMF en werd gespeeld van 13 april tot 17 augustus. Mixto werd kampioen. 

## Eerste toernooi

### Groep Noord
| Plaats | Club     | Wed. | W | G | V | Saldo | Ptn. |
| ------ | -------- | ---- | - | - | - | ----- | ---- |
| 1.     | Sinop    | 6    | 4 | 1 | 1 | 14:5  | 13   |
| 2.     | Operário | 6    | 4 | 1 | 1 | 10:5  | 13   |
| 3.     | Cáceres  | 6    | 1 | 2 | 3 | 5:9   | 5    |
| 4.     | Flòrida  | 6    | 0 | 2 | 4 | 3:13  | 2    |

|  | Geplaatst voor tweede toernooi en finale eerste toernooi |
|  | Geplaatst voor tweede toernooi                           |

### Groep Centraal-Zuid
| Plaats | Club            | Wed. | W | G | V | Saldo | Ptn. |
| ------ | --------------- | ---- | - | - | - | ----- | ---- |
| 1.     | Dom Bosco       | 8    | 5 | 2 | 1 | 7:2   | 17   |
| 2.     | Mixto           | 8    | 4 | 3 | 1 | 9:3   | 15   |
| 3.     | Barra do Garças | 8    | 3 | 2 | 3 | 8:8   | 11   |
| 4.     | União           | 8    | 2 | 3 | 3 | 8:12  | 9    |
| 5.     | Jaciara         | 8    | 1 | 0 | 7 | 6:13  | 3    |

|  | Geplaatst voor tweede toernooi en finale eerste toernooi |
|  | Geplaatst voor tweede toernooi                           |

### Finale
| Team #1 | Tot.  | Team #2   | 1ste wed | 2de wed |
| ------- | ----- | --------- | -------- | ------- |
| Sinop   | 2 - 1 | Dom Bosco | 1 - 0    | 1 - 1   |

## Tweede toernooi
| Plaats | Club            | Wed. | W | G | V | Saldo | Ptn. |
| ------ | --------------- | ---- | - | - | - | ----- | ---- |
| 1.     | Mixto           | 6    | 5 | 1 | 0 | 12:2  | 16   |
| 2.     | Barra do Garças | 6    | 3 | 2 | 1 | 9:7   | 11   |
| 3.     | Operário        | 6    | 2 | 3 | 1 | 9:6   | 9    |
| 4.     | Dom Bosco       | 6    | 2 | 3 | 1 | 9:8   | 9    |
| 5.     | Sinop           | 6    | 0 | 2 | 4 | 6:14  | 2    |
| 6.     | Cáceres         | 6    | 0 | 1 | 5 | 2:10  | 1    |

|  | Geplaatst voor derde toernooi als toernooiwinnaar |
|  | Geplaatst voor derde toernooi                     |

## Derde toernooi

### Eerste fase
| Plaats | Club            | Wed. | W | G | V | Saldo | Ptn. |
| ------ | --------------- | ---- | - | - | - | ----- | ---- |
| 1.     | Mixto           | 3    | 3 | 0 | 0 | 6:2   | 9    |
| 2.     | Sinop           | 3    | 2 | 0 | 1 | 4:2   | 6    |
| 3.     | Operário        | 3    | 1 | 0 | 2 | 4:5   | 3    |
| 4.     | Barra do Garças | 3    | 0 | 0 | 3 | 3:8   | 0    |

|  | Geplaatst voor finale |

### Tweede fase
| Plaats | Club            | Wed. | W | G | V | Saldo | Ptn. |
| ------ | --------------- | ---- | - | - | - | ----- | ---- |
| 1.     | Mixto           | 3    | 2 | 0 | 1 | 6:4   | 6    |
| 2.     | Barra do Garças | 3    | 2 | 0 | 1 | 7:6   | 6    |
| 3.     | Operário        | 3    | 1 | 1 | 1 | 3:3   | 4    |
| 4.     | Sinop           | 3    | 0 | 1 | 2 | 4:7   | 1    |

|  | Geplaatst voor finale |

## Finale
|                             |       |       |       |  |
| 7 augustus Eerste wedstrijd | Sinop | 0 – 0 | Mixto |  |
| 7 augustus Eerste wedstrijd |       |       |       |  |

|                              |       |       |       |  |
| 10 augustus Tweede wedstrijd | Mixto | 1 – 1 | Sinop |  |
| 10 augustus Tweede wedstrijd |       |       |       |  |

|                             |       |       |       |  |
| 14 augustus Derde wedstrijd | Mixto | 1 – 0 | Sinop |  |
| 14 augustus Derde wedstrijd |       |       |       |  |

## Kampioen
| Campeonato Mato-Grossense de 1996 |
| Mato-Grosso                       |
| --------------------------------- |
| MIXTO Kampioen (23° titel)        |